# Gaia Girace

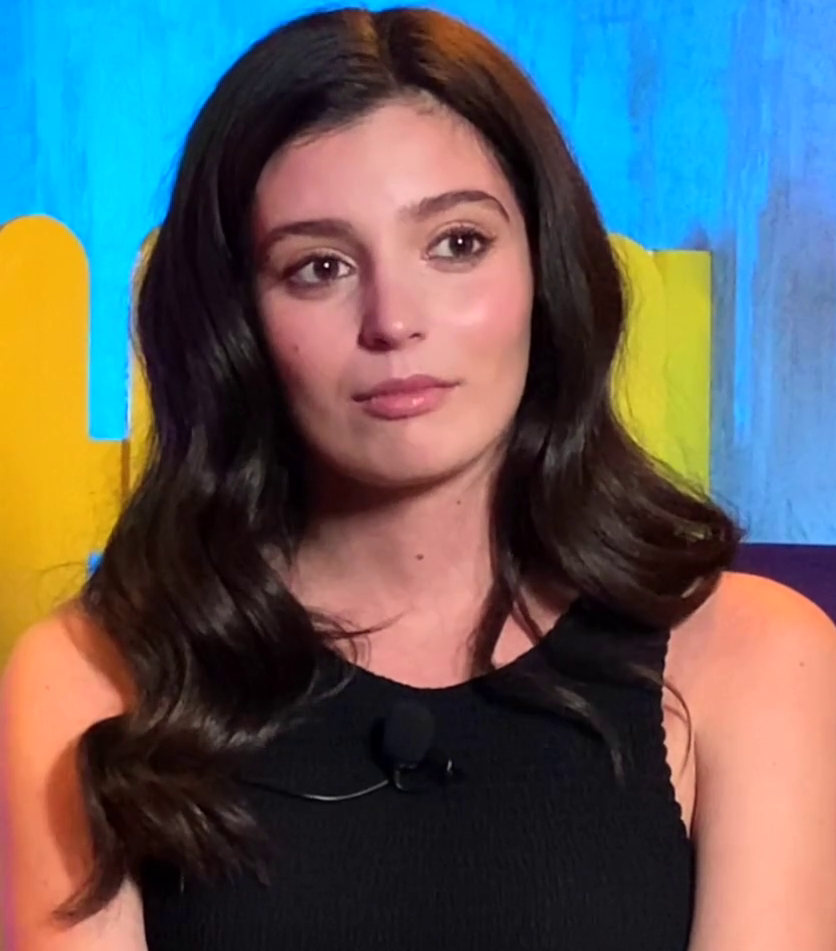
Gaia Girace

Gaia Girace (* 21. Oktober 2003 in Vico Equense) ist eine italienische Schauspielerin.

## Leben und Karriere
Girace wuchs in Vico Equense auf. Ihr Vater ist Anwalt, ihre Mutter arbeitet im Versicherungswesen. Sie besuchte 2018 das Liceo Classico Publio Virgilio. Im selben Jahr wurde sie für die Serie Meine geniale Freundin gecastet. Anschließend war sie 2021 in dem Kurzfilm I santi zu sehen. Unter anderem trat sie 2022 in The King's Favorite auf. Außerdem spielte sie in dem Film Girasoli mit. 2023 bekam Girace in der Serie The Good Mothers die Hauptrolle.

## Filmografie
Filme
- 2021: I santi
- 2023: Girasoli

Serien
- 2018–2022: Meine geniale Freundin (L’amica geniale)
- 2022: The King's Favorite
- 2023: The Good Mothers